# Allier (Hautes-Pyrénées)
Allier település Franciaországban, Hautes-Pyrénées megyében. Lakosainak száma 441 fő (2022. január 1.). Allier Barbazan-Debat, Barbazan-Dessus, Bernac-Debat, Montignac, Salles-Adour és Angos községekkel határos.

## Népesség
A település népességének változása:
| Lakosok száma | 391  | 409  | 418  | 411  | 422  | 433  | 435  | 439  | 441  |
|               | 2013 | 2015 | 2016 | 2017 | 2018 | 2019 | 2020 | 2021 | 2022 |